# Gmina Lubomierz
Gmina Lubomierz je polská městsko-vesnická gmina v okrese Lwówek Śląski v Dolnoslezském vojvodství. Sídlem gminy je město Lubomierz. V roce 2020 zde žilo 6 177 obyvatel.
Gmina má rozlohu 130,5 km² a zabírá 18,4 % rozlohy okresu. Skládá se z 13 starostenství.

## Části gminy
Starostenství
Chmieleń, Golejów, Janice, Maciejowiec, Milęcice, Oleszna Podgórska, Pasiecznik, Pławna Dolna, Pławna Górna, Pokrzywnik, Popielówek, Radoniów, Wojciechów.
Sídla bez statusu starostenství
Zalesie